# Ahle (Schwülme)
Die Ahle ist ein rund 18 Kilometer langer, rechter beziehungsweise nordwestlicher Zufluss der Schwülme in Niedersachsen, Deutschland.

## Geografie

### Quelle
Der Bach entspringt in Südniedersachsen im Zentrum des Sollings. Die Quellen der Ahle befinden sich südlich der Ortschaft Neuhaus im Solling in dem Naturschutzgebiet Ahlewiesen. Sie liegen wenige Meter westlich der Bundesstraße 497 noch auf dem Gebiet des Landkreises Northeim nahe der Grenze zum Landkreis Holzminden. Das Ahlequellmoor ist eines der letzten in Südniedersachsen erhaltenen Niedermoore. Während die Quellen der Ahle das ganze Jahr über mit Wasser versorgt werden, sind die Niederschlagsmengen am Südwestrand des Sollings ganzjährig recht niedrig.

### Verlauf
Die Ahle verläuft anfangs durch ein recht enges Bachbett, das von dichten Hochwäldern umstanden ist, nach Süden. Nach wenigen Kilometern weitet sich das Tal immer mehr und der von Wiesen umgebene Bach verläuft weiter in Richtung Südosten zur Stadt Uslar. Dabei fließt er durch Schönhagen, Kammerborn und Sohlingen (jeweils Uslarer Stadtteile) sowie am Westrand der Uslarer Kernstadt vorbei. 

### Mündung
In den Südausläufern des Sollings fließt der Ahle der von Nordosten kommende Rehbach (größter Ahle-Zufluss) zu, wonach sie Schoningen (Stadtteil von Uslar) erreicht. Südlich beziehungsweise unterhalb davon mündet die Ahle auf 131 m Höhe in die von Südosten kommende Schwülme, die etwa sieben Kilometer (Luftlinie) weiter westlich in die Weser einfließt.

### Einzugsgebiet
Das Einzugsgebiet der Ahle umfasst 142,86 Quadratkilometer, was dem zweitgrößten im Gewässersystem der Schwülme entspricht. 